# Djupsjön (Alsens socken, Jämtland)
Djupsjön är en sjö i Krokoms kommun och Åre kommun i Jämtland och ingår i Indalsälvens huvudavrinningsområde. Sjön har en area på 4,76 kvadratkilometer och ligger 381,3 meter över havet. Sjön avvattnas av vattendraget Ytterån (Ålfloån).

## Delavrinningsområde
Djupsjön ingår i det delavrinningsområde (705194-138363) som SMHI kallar för Utloppet av Djupsjön. Medelhöjden är 429 meter över havet och ytan är 21,2 kvadratkilometer. Räknas de 11 avrinningsområdena uppströms in blir den ackumulerade arean 98,42 kvadratkilometer. Ytterån (Ålfloån) som avvattnar avrinningsområdet har biflödesordning 2, vilket innebär att vattnet flödar genom totalt 2 vattendrag innan det når havet efter 322 kilometer. Avrinningsområdet består mestadels av skog (66 procent). Avrinningsområdet har 4,76 kvadratkilometer vattenytor vilket ger det en sjöprocent på 22,4 procent.